# Dylan Reese
Dylan Paul Reese, född 29 augusti 1984, är en amerikansk professionell ishockeyspelare som spelar för  HV71 i SHL. Han har tidigare spelat för New York Islanders och Pittsburgh Penguins i NHL och HK Amur Chabarovsk i Kontinental Hockey League (KHL) och på lägre nivåer för Hartford Wolf Pack, San Antonio Rampage, Syracuse Crunch, Bridgeport Sound Tigers och Wilkes-Barre Scranton Penguins i AHL och Harvard Crimson (Harvard University) i National Collegiate Athletic Association (NCAA).
Reese draftades i sjunde rundan i 2003 års draft av New York Rangers som 209:e spelare totalt.

## Statistik
| 2000–2001   | Pittsburgh Hornets U18         |             | 66  | 14 | 42  | 66  | —   | —  | — | — | — | —  |
|             | Texas Tornado                  | NAHL        | 1   | 0  | 2   | 2   | 0   | —  | — | — | — | —  |
| 2001–2002   | Pittsburgh Forge               | NAHL        | 55  | 8  | 24  | 32  | 74  | 7  | 0 | 2 | 2 | 4  |
| 2002–2003   | Pittsburgh Forge               | NAHL        | 56  | 11 | 30  | 41  | 98  | 5  | 2 | 1 | 3 | 6  |
| 2003–2004   | Harvard Crimson                | NCAA        | 21  | 1  | 4   | 5   | 18  | —  | — | — | — | —  |
| 2004–2005   | Harvard Crimson                | NCAA        | 34  | 7  | 12  | 19  | 44  | —  | — | — | — | —  |
| 2005–2006   | Harvard Crimson                | NCAA        | 33  | 4  | 15  | 19  | 36  | —  | — | — | — | —  |
| 2006–2007   | Harvard Crimson                | NCAA        | 33  | 9  | 9   | 18  | 26  | —  | — | — | — | —  |
|             | Hartford Wolf Pack             | AHL         | 10  | 0  | 4   | 4   | 12  | 2  | 0 | 0 | 0 | 2  |
| 2007–2008   | San Antonio Rampage            | AHL         | 59  | 1  | 6   | 7   | 49  | 3  | 1 | 1 | 2 | 4  |
| 2008–2009   | San Antonio Rampage            | AHL         | 75  | 1  | 27  | 28  | 64  | —  | — | — | — | —  |
| 2009–2010   | New York Islanders             | NHL         | 19  | 2  | 2   | 4   | 14  | —  | — | — | — | —  |
|             | Syracuse Crunch                | AHL         | 51  | 4  | 18  | 22  | 31  | —  | — | — | — | —  |
|             | Bridgeport Sound Tigers        | AHL         | 1   | 1  | 1   | 2   | 0   | 5  | 1 | 3 | 4 | 0  |
| 2010–2011   | New York Islanders             | NHL         | 27  | 0  | 6   | 6   | 15  | —  | — | — | — | —  |
|             | Bridgeport Sound Tigers        | AHL         | 37  | 4  | 14  | 18  | 30  | —  | — | — | — | —  |
| 2011–2012   | New York Islanders             | NHL         | 28  | 1  | 6   | 7   | 11  | —  | — | — | — | —  |
|             | Bridgeport Sound Tigers        | AHL         | 27  | 2  | 13  | 15  | 12  | —  | — | — | — | —  |
| 2012–2013   | Pittsburgh Penguins            | NHL         | 3   | 0  | 0   | 0   | 0   | —  | — | — | — | —  |
|             | Wilkes-Barre Scranton Penguins | AHL         | 66  | 8  | 17  | 25  | 34  | 5  | 0 | 1 | 1 | 2  |
| 2013–2014   | HK Amur Chabarovsk             | KHL         | 45  | 2  | 5   | 7   | 20  | —  | — | — | — | —  |
| NHL totalt  | NHL totalt                     | NHL totalt  | 77  | 3  | 14  | 17  | 40  | —  | — | — | — | —  |
| KHL totalt  | KHL totalt                     | KHL totalt  | 45  | 2  | 5   | 7   | 20  | —  | — | — | — | —  |
| AHL totalt  | AHL totalt                     | AHL totalt  | 326 | 21 | 100 | 121 | 232 | 15 | 2 | 5 | 7 | 8  |
| NCAA totalt | NCAA totalt                    | NCAA totalt | 121 | 21 | 40  | 61  | 124 | —  | — | — | — | —  |
| NAHL totalt | NAHL totalt                    | NAHL totalt | 112 | 19 | 56  | 75  | 172 | 12 | 2 | 3 | 5 | 10 |